# بايارد كلارك
بايارد كلارك هو محامي وسياسي أمريكي، ولد في 17 مارس 1815 في نيويورك في الولايات المتحدة، وتوفي في 20 يونيو 1884 في Schroon Lake (hamlet), New York ‏ في الولايات المتحدة. نشط حزبياً في الحزب الجمهوري. وقد انتخب عضو مجلس النواب الأمريكي ‏.